# Lipinia leptosoma
Lipinia leptosoma là một loài thằn lằn trong họ Scincidae. Loài này được Brown & Fehlmann mô tả khoa học đầu tiên năm 1958.